# Polskie Towarzystwo Religioznawcze
Polskie Towarzystwo Religioznawcze (PTR) – założona w 1958 organizacja skupiająca polskich naukowców zajmujących się religioznawstwem i naukami pokrewnymi. Podstawowym celem stowarzyszenia jest szerzenie i pogłębianie wiedzy w dziedzinie religioznawstwa. Towarzystwo swoją działalność finansuje ze składek członkowskich oraz środków publicznych przeznaczonych na działalność wydawniczą i konferencyjną.
PTR realizuje swoje zadania m.in. poprzez: 
- wydawnictwa periodyczne, seryjne i monograficzne z zakresu religioznawstwa,
- współpracę z innymi instytucjami naukowymi,
- udostępnianie społeczeństwu wyników badań religioznawczych przez wydawnictwa, wykłady, zebrania dyskusyjne.

## Historia
Inicjatywę zorganizowania Polskiego Towarzystwa Religioznawczego podjęto 18 czerwca 1957 na zebraniu pracowników naukowych zajmujących się zagadnieniami religioznawczymi. W zebraniu tym udział wzięli m.in.: Eugeniusz Kriegelewicz, Jan Legowicz, Witold Łukaszewicz, Mirosław Nowaczyk, Andrzej Nowicki, Adam Szelągowski, Henryk Świątkowski. Pierwszy statut PTR zatwierdzono 24 czerwca 1958, a 26 września 1958 odbyło się w Warszawie I Walne Zebranie PTR. Towarzystwo początkowo postawiło sobie za cel swojej działalności: rozwijanie wiedzy religioznawczej, prowadzenie i organizowanie badań w zakresie religioznawstwa, rozwijanie działalności wydawniczej, współdziałanie w przygotowaniu wykwalifikowanej kadry naukowo-dydaktycznej oraz współpraca z instytucjami naukowymi podejmującymi w swoich badaniach problematykę religioznawczą. 
W latach 1958–1965 Towarzystwo prowadziło działalność naukową poprzez swój Ośrodek Badań Naukowych, w którego skład wchodziły pracownie: Historii Filozofii i Krytyki Religii, Historii Kościoła, Historii Doktryn Chrześcijańskich, Religioznawstwa Ogólnego oraz Punkt Dokumentacji i Bibliografii Religioznawczej, a także funkcjonujący w latach 1958–60 w Lublinie Punkt Informacyjno-Dokumentacyjny Religioznawstwa Porównawczego. W latach 1966–89 funkcjonowały prężne ośrodki religioznawcze w instytucjonalnych strukturach naukowych i uniwersyteckich takie jak: Zakład Filozofii i Socjologii Religii w IFiS PAN w Warszawie, Zakład Religioznawstwa i Polityki Wyznaniowej w WSNS, przekształcony następnie w Instytut Religioznawstwa ANS w Warszawie, Instytut Religioznawstwa UJ (utworzony w 1974), Podyplomowe Studium Religioznawstwa UW, Katedra Religioznawstwa WAP i wiele Zakładów Filozofii Religii, Socjologii Religii i Zakładów Religioznawstwa w strukturach wyższych uczelni. Towarzystwo w tym okresie, zgodnie ze statutem, koncentruje się na organizacji życia naukowego, upowszechnianiu badań i wiedzy religioznawczej oraz na działalności wydawniczej.
Towarzystwo do 1989 było organizatorem i współorganizatorem wielu międzynarodowych i ogólnopolskich konferencji, które były poświęcone m.in. problematyce: definicji religii (1958), metodologicznej i filozoficznej krytyce religii (1958), religioznawstwa w Polsce (1964), religioznawstwa radzieckiego (1967), religioznawstwa w kontekście nauk społecznych (1989 – wspólnie z Międzynarodowym Stowarzyszeniem Historii Religii).
W tym czasie PTR opublikowało:
- na łamach czasopisma "Euhemer":
  - Słownik religioznawców, Euhemer 1967, nr 3
  - Mała encyklopedia religioznawstwa marksistowskiego, Euhemer 1970, nr 3–4
  - Podręcznik religioznawstwa, Euhemer 1986, nr 3–4
  - Mała encyklopedia religioznawcza, Euhemer 1988 nr 1

- w ramach serii Rozprawy i materiały PTR
  - A. Nowicki, Filozofowie o religii, t. 1–2, Warszawa 1960–1963
  - Z. Poniatowski, Problematyka nauki w piśmiennictwie katolickim, Warszawa 1960
  - A. Nowicki, Wykłady z historii krytyki religii, Warszawa 1962
  - S. Matuszewski, Filozofia Filona z Aleksandrii i jej wpływ na wczesne chrześcijaństwo, Warszawa 1962
  - W. Tyloch, Rękopisy z Qumran nad Morzem Martwym, Warszawa 1963
  - Michał Servet. Wybór pism, oprac. L. Szczucki, Warszawa 1967

## PTR współcześnie
Od 1988, po przyjęciu nowego statutu, za czołowe zadanie towarzystwo uznaje szerzenie i pogłębianie wiedzy w dziedzinie religioznawstwa poprzez: prowadzenie działalności wydawniczej, współpracę z innymi instytucjami naukowymi oraz udostępnianie wyników badań naukowych. W 1995 XIV Walne Zebranie PTR wprowadziło do statutu drobne modyfikacje będące konsekwencją zmian systemowych zachodzących w Polsce. Na przełomie XX i XXI w. PTR znacznie zaktywizowało swoją działalność naukową. W latach 1990–2001 zorganizowało w wielu ośrodkach akademickich ponad trzydzieści konferencji o zasięgu ogólnopolskim i międzynarodowym, m.in. geografia i ekologia religii (Lublin 1991), mniejszości narodowe, etniczne i religijne w procesie transformacji (Wrocław 1992), małżeństwo i rodzina w religiach świata (Gdańsk 1993), wychowanie a religia (Zielona Góra 1993), religia a rynek (Warszawa 1994), religia a ruchy ekofilozoficzne (Olsztyn 1995), idea narodu i państwa w religiach i kościołach narodów słowiańskich (Rzeszów 1996), nowe ruchy religijne (Zielona Góra 1997), religie i religijność Europy Wschodu i Zachodu (Poznań 1998), tożsamość europejska (Rzeszów 1999), pamięć dla przyszłości (Tyczyn 2000), człowiek i kultury (Tyczyn 2001). 

### Kongresy Religioznawcze
- I Kongres Religioznawczy, pt. Religioznawstwo polskie w XXI wieku, (Tyczyn 2003)[1][2];
- II Międzynarodowy Kongres Religioznawczy pt. O wielowymiarowości badań religioznawczych, (Poznań 2008, współorganizator: Uniwersytet im. Adama Mickiewicza, Centrum Badań Interdyscyplinarnych, Wyższa Szkoła Umiejętności Społecznych, Wyższa Szkoła Zarządzania i Bankowości w Poznaniu)[3][2];;
- III Międzynarodowy Kongres Religioznawczy pt. Religie i religijność w świecie współczesnym, (Toruń 2011, współorganizator: Uniwersytet Mikołaja Kopernika w Toruniu)[4][2];;
- IV Międzynarodowy Kongres Religioznawczy pt. Religia a społeczno-polityczne przemiany współczesnego świata, (Gdynia 2015, współorganizator: Akademia Marynarki Wojennej)[5][2];;
- V Międzynarodowy Kongres Religioznawczy pt. Religie w dialogu kultur. (Toruń 2017 współorganizator: Uniwersytet Mikołaja Kopernika w Toruniu, Fundacja Societas et Ius)[6][7][8][2];.

## Członkowie
O przyjęciu do PTR członków zwyczajnych decyduje Zarząd  na podstawie złożonej deklaracji podpisanej przez dwóch członków wprowadzających.
Liczba członków zwyczajnych w wybranych latach:
- 1958 – 127 członków zwyczajnych;
- 2007 – 103 członków zwyczajnych;
- 2017 – 40 członków zwyczajnych[9].

## Władze
Zarząd
- Prezes  – Jerzy Kojkoł
- Wiceprezes – Zbigniew Drozdowicz
- Sekretarka naukowa – Ewa Stachowska
- Członek – Henryk Hoffmann
- Członek – Artur Jocz

Komisja Rewizyjna
- Juliusz Iwanicki
- Sławomir Sztajer
- Paweł Kusiak

Sąd Koleżeński
- Jerzy Ochmann
- Gracjan Cimek
- Ryszard Wójtowicz

## Prezesi i Sekretarze naukowi w latach 1958–2015
Prezesi:
- Witold Łukaszewicz (1958–1965)
- Józef Keller (1965–1973)
- Andrzej Nowicki (1973–1988)
- Witold Tyloch (1988–1990)
- Henryk Swienko (1990–1991)
- Zbigniew Stachowski (1991–2015)

Sekretarze naukowi: 
- Zygmunt Poniatowski (1958–1962)
- Witold Tyloch (1962–1988)
- Zbigniew Stachowski (1988–1991)
- Andrzej Wojtowicz (1991–2004)
- Andrzej Szyjewski (2005–2008)
- Jerzy Kojkoł (2008–2015)

### Honorowy Prezes
Na posiedzeniu Zarządu PTR w dniu 13.11.2015 przyjęto uchwałę o nadaniu Zbigniewowi Stachowskiemu tytułu „Honorowego Prezesa Polskiego Towarzystwa Religioznawczego”. 

## Partnerzy
Od 1970 PTR jest członkiem Międzynarodowego Stowarzyszenia Historii Religii (IAHR) oraz od 2001 r. Europejskiego Stowarzyszenia Studiów Religioznawczych (EASR).

## Działalność wydawnicza
Zdecydowana większość materiałów pokonferencyjnych została opublikowana na łamach Przeglądu Religioznawczego. 
Ponadto PTR wydał m.in. następujące publikacje: 
- Studies on Religions in the Context of Social Sciences, W. Tyloch (red.), Warsaw 1990
- Language, Religion, Culture, M. Nowaczyk, Z. Stachowski (red.), Warsaw 1992
- Antynomie transformacji w Polsce. Chrześcijaństwo, mniejszości, liberalizm, Z. Stachowski, A. Wójtowicz (red.), Warszawa 1993
- Aborcja w Polsce. Kwadratura koła, J. Heinen, A. Matuchniak-Krasuska, Warszawa 1995
- Idea narodu i państwa w kulturze narodów słowiańskich, Warszawa 1997
- Koncepcje integracyjne w myśli narodów słowiańskich, Z. Stachowski (red.), Warszawa – Tyczyn 1999
- Nowe ruchy religijne, Warszawa – Tyczyn 2000
- Człowiek i kultury, Warszawa – Tyczyn 2001
- Religia w myśli Gentilego, M. Nowaczyk, Warszawa – Tyczyn 2002
- Dyktat, protest i integracja w kulturze, Z. Stachowski (red.), Warszawa – Tyczyn 2002
- Leksykon religioznawczy, red. nauk. M. Nowaczyk, Z. Stachowski, Przegląd Religioznawczy, 1998, nr 1–2 i nr 3–4
- Ilustrowana encyklopedia religii świata, red. nauk. Z. Drozdowicz, Z. Stachowski, Poznań 2002
- Religioznawstwo polskie w XXI wieku, Z. Stachowski, Tyczyn 2005
- Spotykając innego.Polacy w Afganistanie. Stereotypy islamu i jego wyznawców w świadomości żołnierzy zawodowych. Diagnoza i koncepcja oddziaływań w kierunku ich zmiany, J. Kojkoł, M. J. Malinowski, Warszawa 2011[11]
- Między socjologią a religioznawstwem w teorii i badaniach Marii Libiszowskiej-Żółtkowskiej, Maria Libiszowska-Żółkowska, Warszawa 2011[11]
- Lwowskie sacrum, kijowskie profanum. Grekokatolicyzm w ukraińskiej przestrzeni publicznej od pierestrojki do pomarańczowej rewolucji, Tomasz Szyszlak, Warszawa 2012[11]
- Światowe Dni Młodzieży. Fenomen kulturowo-religijny, M. Kieca, Ł. Kleska, Warszawa 2017[11]

## Czasopisma
PTR od 1957 wydawał Euhemer. Przegląd Religioznawczy, który od 1992 ukazuje się jako Przegląd Religioznawczy zachowując ciągłość poszczególnych numerów od 1957. Do końca 2007 wydano 226 numerów tego czasopisma. W latach 1959–1967 wydano 5 numerów Euhemer. Przegląd Religioznawczy – Zeszyty Filozoficzne oraz 1 numer Euhemer. Przegląd Religioznawczy – Zeszyty Filozoficzne przekształcony w nowe czasopismo PTR Studia z Dziejów Kościoła Katolickiego, ukazujące się w latach 1960–67, które – po ukazaniu się 7 numerów – przejęte zostało przez Zakład Religioznawstwa PAN i dalej ukazywało się do 1991 jako Studia Religioznawcze.